# VfL Benrath
Maillots
Le VfL Benrath est un club allemand de football basé à Düsseldorf.